# 로드리고 팔라시오
로드리고 세바스티안 팔라시오(Rodrigo Sebastián Palacio, 1982년 2월 5일 부에노스아이레스주 바이아블랑카 ~ )은 아르헨티나의 전 축구 선수이다. 현역 시절 스트라이커로 활약하였다. 과거 매우 빠른 속도를 지니고 있으며, 공간을 잘 활용하는 선수로 꼽혔다.

## 생애

### 유년기
팔라시오는 지역팀인 베야 비스타의 유소년팀에서 축구를 시작했고, 2002년 우라칸 데 트레스아로요스에 입단했다. 2003년 중순에는 CA 반필드로 옮겨 프리메라 디비시온에 데뷔할 수 있었다.

### 보카 주니어스
2005 클라우수라 전에 명문 보카 주니어스로 이적하였고, 아르헨티나 축구 국가대표팀 감독인 호세 페케르만의 눈에 들어 대표팀에 선발되어 2005년 3월 멕시코와의 평가전에 출전하였다.
보카 주니어스에서 팔라시오는 2005년과 2006년 레코파 수다메리카나 우승을 경험했고, 2005년 코파 수다메리카나, 2005 아페르투라와 2006 클라우수라 연속 우승에 기여하였다.
2006년 5월 15일 2006년 FIFA 월드컵 대표팀의 일원이 된 팔리시오는 2006년 6월 10일 코트디부아르와의 경기 (2:1 승)에서 교체 선수로 처음 월드컵 무대에 섰다. 2006년 아페르투라에서는 리그 득점왕에 오르며 맹활약을 펼쳤으며, 보카가 2007년 코파 리베르타도레스에서 우승할 때의 활약으로 2007년 코파 아메리카 대표팀 선수로도 선발되었다.

## 우승 경력
| 시즌  | 클럽          | 우승                         |
| ----- | ------------- | ---------------------------- |
| 2005  | 보카 주니어스 | 레코파 수다메리카나          |
| 2005  | 보카 주니어스 | 코파 수다메리카나            |
| 2005A | 보카 주니어스 | 아르헨티나 프리메라 디비시온 |
| 2005  | 보카 주니어스 | 레코파 수다메리카나          |
| 2006C | 보카 주니어스 | 아르헨티나 프리메라 디비시온 |
| 2007  | 보카 주니어스 | 코파 리베르타도레스          |
| 2008  | 보카 주니어스 | 레코파 수다메리카나          |
| 2008A | 보카 주니어스 | 아르헨티나 프리메라 디비시온 |